# Denmark Open 1995
Die Denmark Open 1995 waren eines der Top-10-Turniere des Jahres im Badminton in Europa. Sie fanden in Odense vom 12. bis zum 15. Oktober 1995 statt.

## Sieger und Platzierte
| Disziplin    | Gold                                   | Silber                        | Bronze                          |
| ------------ | -------------------------------------- | ----------------------------- | ------------------------------- |
| Herreneinzel | Poul-Erik Høyer Larsen                 | Hendrawan                     | Dwi Aryanto                     |
| Herreneinzel | Poul-Erik Høyer Larsen                 | Hendrawan                     | Peter Rasmussen                 |
| Dameneinzel  | Lim Xiaoqing                           | Wang Chen                     | Camilla Martin                  |
| Dameneinzel  | Lim Xiaoqing                           | Wang Chen                     | Hisako Mizui                    |
| Herrendoppel | Jon Holst-Christensen Thomas Lund      | Tony Gunawan Rudy Wijaya      | Soo Beng Kiang Tan Kim Her      |
| Herrendoppel | Jon Holst-Christensen Thomas Lund      | Tony Gunawan Rudy Wijaya      | Ade Sutrisna Candra Wijaya      |
| Damendoppel  | Lisbet Stuer-Lauridsen Marlene Thomsen | Helene Kirkegaard Rikke Olsen | Ann Jørgensen Lotte Olsen       |
| Damendoppel  | Lisbet Stuer-Lauridsen Marlene Thomsen | Helene Kirkegaard Rikke Olsen | Kelly Morgan Joanne Muggeridge  |
| Mixed        | Chen Xingdong Peng Xinyong             | Flandy Limpele Rosalina Riseu | Jan-Eric Antonsson Astrid Crabo |
| Mixed        | Chen Xingdong Peng Xinyong             | Flandy Limpele Rosalina Riseu | Tao Xiaoqiang Wang Xiaoyuan     |

## Finalresultate
| Disziplin    | Sieger                                 | Finalist                      | Ergebnis            |
| ------------ | -------------------------------------- | ----------------------------- | ------------------- |
| Herreneinzel | Poul-Erik Høyer Larsen                 | Hendrawan                     | 17–18, 17–14, 17–16 |
| Dameneinzel  | Lim Xiaoqing                           | Wang Chen                     | 11–6, 11–3          |
| Herrendoppel | Thomas Lund Jon Holst-Christensen      | Rudy Wijaya Tony Gunawan      | 16–17, 15–5, 15–6   |
| Damendoppel  | Lisbet Stuer-Lauridsen Marlene Thomsen | Rikke Olsen Helene Kirkegaard | 15–11, 15–11        |
| Mixed        | Chen Xingdong Peng Xinyong             | Flandy Limpele Rosalina Riseu | 3–15, 15–10, 15–12  |

## Ergebnisse

### Herreneinzel Qualifikation
- Kenneth Jonassen –  Michael Edge: 15-9 / 11-15 / 18-13
- Carsten Gjerlev –  Stefan Lundstrom: 15-7 / 15-10
- Bram Fernardin –  Bryan Moody: 15-3 / 15-3
- Martin Kent –  Frederik Kohler: 15-10 / 10-15 / 15-10
- Henrik Kryger –  Martin Ek: 15-2 / 15-3
- Søren Hansen –  Drew Huerter: 15-2 / 15-1
- Kim Nielsen –  Gregers Schytt: 17-18 / 15-5 / 15-7
- Kin Meng Horatius Hwang –  Stuart K. Arthur: 15-12 / 8-15 / 15-7
- Kent Wæde Hansen –  Shinji Bito: 18-17 / 15-7
- John Laursen –  Carsten Seiztberg: 15-4 / 18-16
- Michael E. Nielsen –  Jan Jørgensen: 14-17 / 15-7 / 15-8
- Peter Christensson –  Kim Johansson: 15-11 / 15-7
- Torben Carlsen –  Yann Maier: 15-6 / 15-2
- Kenneth Jonassen –  Jesper Mikla: 15-3 / 15-10
- Edwin van Dalm –  Patrice Ritchie: 15-9 / 15-5
- Johnny Sørensen –  Carsten Gjerlev: 15-7 / 12-15 / 15-12
- Bram Fernardin –  Jacob Østergaard: 10-15 / 15-5 / 15-7
- Martin Kent –  Henrik Kryger: 15-12 / 15-4
- Søren Hansen –  Kim Nielsen: 15-8 / 15-10
- Thomas Madsen –  Kin Meng Horatius Hwang: 15-4 / 15-5
- Kent Wæde Hansen –  John Laursen: 15-9 / 15-5
- Michael E. Nielsen –  Peter Christensson: 15-9 / 15-7
- Torben Carlsen –  Morten Boesen: 9-15 / 18-14 / 15-12

### Herreneinzel
- Imay Hendra –  Andrei Antropow: 8-15 / 17-14 / 15-8
- Thomas Johansson –  Niels Christian Kaldau: 15-11 / 9-15 / 15-13
- Kent Wæde Hansen –  Thomas Reidy: 14-18 / 15-2 / 15-1
- Bram Fernardin –  Takaaki Hayashi: 15-4 / 15-3
- Martin Lundgaard Hansen –  Iain Sydie: 15-12 / 15-4
- Peter Rasmussen –  Dariusz Zięba: 15-6 / 15-4
- Kenneth Jonassen –  Ong Ewe Hock: 8-15 / 17-16 / 15-14
- Hu Zhilang –  Gerben Bruijstens: 15-8 / 15-2
- Rikard Magnusson –  Thomas Søgaard: 15-2 / 15-10
- Pawel Uwarow –  Darren Hall: 15-11 / 15-11
- Lasse Lindelöf –  Thomas Hovgaard: 18-13 / 15-10
- Joris van Soerland –  Anders Boesen: 15-8 / 10-15 / 15-12
- Claus Simonsen –  Peter Bush: 15-7 / 15-10
- Pang Chen –  Mike Beres: 8-15 / 15-4 / 15-9
- Xie Yangchun –  Fumihiko Machida: 15-1 / 15-4
- Søren B. Nielsen –  Hans Sperre: 15-3 / 15-10
- Jesper Olsson –  Søren Hansen: 15-4 / 15-9
- Dwi Aryanto –  Bruce Flockhart: 15-7 / 15-9
- Peter Knowles –  Kevin Han: 17-15 / 15-11
- Henrik Bengtsson –  Jaimie Dawson: 15-2 / 15-6
- Ge Cheng –  Vladislav Tikhomirov: 15-2 / 15-8
- Peter Gade –  Torben Carlsen: 15-11 / 17-18 / 15-7
- Martin Hagberg –  Takahiro Suka: 4-15 / 15-10 / 15-10
- Oliver Pongratz –  Jim Laugesen: w.o.
- Poul-Erik Høyer Larsen –  Imay Hendra: 15-9 / 15-6
- Thomas Johansson –  Kent Wæde Hansen: 15-9 / 15-1
- Bram Fernardin –  Ruud Kuijten: 15-9 / 15-9
- Martin Lundgaard Hansen –  Oliver Pongratz: 15-12 / 15-3
- Peter Rasmussen –  Fung Permadi: 18-15 / 15-2
- Hu Zhilang –  Kenneth Jonassen: 15-7 / 15-3
- Rikard Magnusson –  Lioe Tiong Ping: 15-2 / 15-11
- Pawel Uwarow –  Lasse Lindelöf: 15-9 / 15-6
- Joris van Soerland –  Claus Simonsen: 15-6 / 15-8
- Pang Chen –  Jens Olsson: 15-12 / 15-3
- Søren B. Nielsen –  Xie Yangchun: 18-13 / 15-9
- Hendrawan –  Jesper Olsson: 15-7 / 15-9
- Dwi Aryanto –  Peter Knowles: 11-15 / 15-7 / 15-12
- Henrik Bengtsson –  David Shaw: 15-4 / 15-9
- Peter Gade –  Ge Cheng: 15-9 / 15-7
- Rashid Sidek –  Martin Hagberg: 15-12 / 15-8
- Poul-Erik Høyer Larsen –  Thomas Johansson: 15-7 / 15-8
- Martin Lundgaard Hansen –  Bram Fernardin: 15-5 / 9-15 / 15-9
- Peter Rasmussen –  Hu Zhilang: 15-6 / 15-8
- Rikard Magnusson –  Pawel Uwarow: 15-4 / 15-6
- Joris van Soerland –  Pang Chen: 15-9 / 17-16
- Hendrawan –  Søren B. Nielsen: 15-17 / 15-2 / 17-14
- Dwi Aryanto –  Henrik Bengtsson: 15-2 / 15-3
- Peter Gade –  Rashid Sidek: 6-15 / 15-12 / 15-12
- Poul-Erik Høyer Larsen –  Martin Lundgaard Hansen: 15-4 / 14-17 / 15-8
- Peter Rasmussen –  Rikard Magnusson: 15-1 / 12-15 / 15-5
- Hendrawan –  Joris van Soerland: 15-11 / 12-15 / 15-2
- Dwi Aryanto –  Peter Gade: 15-18 / 15-8 / 7-2
- Poul-Erik Høyer Larsen –  Peter Rasmussen: 15-11 / 4-15 / 15-10
- Hendrawan –  Dwi Aryanto: 15-11 / 15-11
- Poul-Erik Høyer Larsen –  Hendrawan: 17-18 / 17-14 / 17-15

### Dameneinzel Qualifikation
- Gitte Sommer –  Line Molander: 11-7 / 11-4
- Pernille Harder –  Aparna Popat: 12-10 / 11-2
- Kristin Evernas –  Rikke Poulsen: 11-3 / 11-5
- Lone Sørensen –  Doris Piché: 3-11 / 11-2 / 11-6
- Manjusha Kanwar –  Mette Justesen: 4-11 / 12-11 / 11-8
- Dorota Borek –  Sarah Jonsson: 11-0 / 11-3
- Johanna Holgersson –  Julie Boe: 11-2 / 11-5
- Kara Solmundson –  Lin Hojland: 11-3 / 11-4
- Lone Sørensen –  Kristin Evernas: 11-5 / 11-5
- Manjusha Kanwar –  Dorota Borek: 7-11 / 11-6 / 11-1
- Johanna Holgersson –  Kara Solmundson: 11-4 / 11-1

### Dameneinzel
- Lone Sørensen –  Kathy Zimmerman: 11-3 / 11-0
- Takako Ida –  Meiluawati: 11-6 / 12-10
- Irina Yakusheva –  Michelle Rasmussen: 11-5 / 11-7
- Hisako Mizui –  Huang Chia-chi: 5-11 / 11-6 / 11-1
- Joanne Muggeridge –  Katarzyna Krasowska: 11-1 / 11-8
- Monique Hoogland –  Ika Heny: 6-11 / 11-6 / 11-6
- Marina Andrievskaia –  Chan Ya-lin: 11-3 / 11-5
- Anne Gibson –  Christine Magnusson: 2-11 / 12-10 / 11-1
- Catrine Bengtsson –  Charmaine Reid: 11-4 / 11-4
- Jeng Shwu-zen –  Julia Mann: 11-3 / 12-9
- Lim Xiaoqing –  Emma Constable: 11-3 / 11-3
- Lone Sørensen –  Heather Poole: 11-6 / 11-8
- Elena Rybkina –  Alison Humby: 11-3 / 5-11 / 11-3
- Takako Ida –  Majken Vange: 11-3 / 11-2
- Lidya Djaelawijaya –  Masako Sakamoto: 11-5 / 11-3
- Margit Borg –  Irina Yakusheva: 11-3 / 6-11 / 11-7
- Hisako Mizui –  Joanne Muggeridge: 11-2 / 12-9
- Lotte Thomsen –  Manjusha Kanwar: 11-4 / 11-5
- Monique Hoogland –  Karolina Ericsson: 11-8 / 11-0
- Yasuko Mizui –  Marina Andrievskaia: 12-10 / 11-4
- Anne Gibson –  Tanya Woodward: 8-11 / 11-2 / 11-1
- Wang Chen –  Anne Søndergaard: 11-3 / 11-6
- Yoshiko Ohta –  Catrine Bengtsson: 5-11 / 12-9 / 11-6
- Yuliani Santosa –  Tanja Berg: 11-5 / 11-7
- Jeng Shwu-zen –  Kelly Morgan: 10-12 / 11-7 / 12-9
- Camilla Martin –  Marina Yakusheva: 11-3 / 11-0
- Lim Xiaoqing –  Lone Sørensen: 11-6 / 11-6
- Takako Ida –  Elena Rybkina: 12-9 / 5-11 / 12-11
- Lidya Djaelawijaya –  Margit Borg: 9-11 / 12-9 / 11-0
- Hisako Mizui –  Lotte Thomsen: 11-7 / 11-8
- Yasuko Mizui –  Monique Hoogland: 11-3 / 6-11 / 11-2
- Wang Chen –  Anne Gibson: 11-1 / 11-4
- Yuliani Santosa –  Yoshiko Ohta: 11-1 / 11-9
- Camilla Martin –  Jeng Shwu-zen: 11-4 / 11-1
- Lim Xiaoqing –  Takako Ida: 11-1 / 11-0
- Hisako Mizui –  Lidya Djaelawijaya: 11-12 / 11-5 / 11-6
- Wang Chen –  Yasuko Mizui: 11-3 / 11-4
- Camilla Martin –  Yuliani Santosa: 11-0 / 10-12 / 11-5
- Lim Xiaoqing –  Hisako Mizui: 11-4 / 11-8
- Wang Chen –  Camilla Martin: 11-6 / 10-12 / 11-3
- Lim Xiaoqing –  Wang Chen: 11-6 / 11-3

### Herrendoppel Qualifikation
- Ge Cheng /  Tao Xiaoqiang –  Jonas Rasmussen /  Ove Svejstrup: 15-11 / 15-8
- Thomas Madsen /  Johnny Sørensen –  Henrik Andersson /  Johan Tholinsson: 15-2 / 15-8
- Jim Laugesen /  Thomas Stavngaard –  Jesper Hermansen /  Jesper Larsen: 9-15 / 15-8 / 15-2
- Max Gandrup /  Robert Larsson –  Stuart Arthur /  Drew Huerter: 15-6 / 15-4
- Peter Christensson /  Martin Hagberg –  Kent Wæde Hansen /  Martin Kent: 18-14 / 15-4
- Peter Lehwald /  Lars Pedersen –  Yann Maier /  Pawel Uwarow: 15-7 / 15-7
- Jesper Mikla /  Peder Nissen –  Jaimie Dawson /  Patrice Ritchie: 15-6 / 15-5
- Claus Olsen /  Morten Sandal –  Bram Fernardin /  Kin Meng Horatius Hwang: 15-5 / 15-3
- Ge Cheng /  Tao Xiaoqiang –  Thomas Madsen /  Johnny Sørensen: 15-17 / 15-4 / 15-2
- Jim Laugesen /  Thomas Stavngaard –  Max Gandrup /  Robert Larsson: 15-6 / 15-11
- Peter Lehwald /  Lars Pedersen –  Peter Christensson /  Martin Hagberg: 15-10 / 5-15 / 15-10
- Jesper Mikla /  Peder Nissen –  Claus Olsen /  Morten Sandal: 15-2 / 15-11

### Herrendoppel
- Anil Kaul /  Iain Sydie –  Stephan Kuhl /  Björn Siegemund: 11-15 / 18-16 / 15-1
- Thomas Hovgaard /  Thomas Søgaard –  Takaaki Hayashi /  Norio Imai: 15-10 / 15-8
- Chris Hunt /  Julian Robertson –  Kevin Han /  Thomas Reidy: 14-17 / 15-4 / 15-11
- Mike Beres /  Bryan Moody –  James Anderson /  Ian Pearson: 17-14 / 7-15 / 17-14
- Shinji Bito /  Fumihiko Machida –  Allan Borch /  Janek Roos: 0-7
- Michael Søgaard /  Henrik Svarrer –  Gerben Bruijstens /  Rolf Monteiro: 15-6 / 15-1
- Ge Cheng /  Tao Xiaoqiang –  Thomas Damgaard /  András Piliszky: 7-15 / 15-5 / 15-4
- Peter Lehwald /  Lars Pedersen –  Andrei Antropow /  Nikolai Sujew: w.o.
- Jon Holst-Christensen /  Thomas Lund –  Anil Kaul /  Iain Sydie: 15-2 / 15-5
- Neil Cottrill /  John Quinn –  Thomas Hovgaard /  Thomas Søgaard: 18-16 / 15-2
- Ade Sutrisna /  Candra Wijaya –  Chris Hunt /  Julian Robertson: 15-9 / 15-11
- Jens Eriksen /  Christian Jakobsen –  Peter Lehwald /  Lars Pedersen: 15-2 / 15-9
- Mike Beres /  Bryan Moody –  Robert Mateusiak /  Damian Pławecki: 15-8 / 18-15
- Tony Gunawan /  Rudy Wijaya –  Shinji Bito /  Fumihiko Machida: 15-5 / 15-4
- Seng Kok Kiong /  Hadi Sugianto –  Michael Søgaard /  Henrik Svarrer: 4-15 / 18-13 / 15-11
- Soo Beng Kiang /  Tan Kim Her –  Ge Cheng /  Tao Xiaoqiang: 15-1 / 15-5
- Jon Holst-Christensen /  Thomas Lund –  Neil Cottrill /  John Quinn: 15-9 / 15-8
- Ade Sutrisna /  Candra Wijaya –  Jens Eriksen /  Christian Jakobsen: 15-11 / 17-18 / 15-11
- Tony Gunawan /  Rudy Wijaya –  Mike Beres /  Bryan Moody: 15-3 / 15-4
- Soo Beng Kiang /  Tan Kim Her –  Seng Kok Kiong /  Hadi Sugianto: 15-6 / 15-8
- Jon Holst-Christensen /  Thomas Lund –  Ade Sutrisna /  Candra Wijaya: 18-17 / 15-17 / 15-10
- Tony Gunawan /  Rudy Wijaya –  Soo Beng Kiang /  Tan Kim Her: 12-15 / 15-9 / 15-11
- Jon Holst-Christensen /  Thomas Lund –  Tony Gunawan /  Rudy Wijaya: 16-17 / 15-5 / 15-6

### Damendoppel Qualifikation
- Lorraine Cole /  Emma Constable –  Gitte Jansson /  Line Molander: 15-5 / 15-9
- Charlotte Madsen /  Gitte Sommer –  Ann Jørgensen /  Lotte Olsen: 15-8 / 15-5
- Sarah Jonsson /  Mette Schjoldager –  Stefanie Westermann /  Kathy Zimmerman: 15-10 / 15-12
- Mette Hansen /  Mette Justesen –  Rikke Broen /  Joanne Mogensen: 15-10 / 15-2
- Pernille Harder /  Majken Vange –  Lorraine Cole /  Emma Constable: 15-9 / 15-6
- Charlotte Madsen /  Gitte Sommer –  Lin Hojland /  Lone Sørensen: 12-15 / 17-16 / 15-13
- Sarah Jonsson /  Mette Schjoldager –  Mette Hansen /  Mette Justesen: 15-8 / 11-15 / 15-9
- Mette B Jensen /  Rikke Poulsen –  Julie Boe /  Lene Kroer: 15-10 / 15-8

### Damendoppel
- Chen Ying /  Peng Xinyong –  Nicol Pitro /  Viola Rathgeber: 15-1 / 15-8
- Denyse Julien /  Anne Mette Bille –  Pernille Harder /  Majken Vange: 10-15 / 15-10 / 15-5
- Nichola Beck /  Joanne Davies –  Sarah Jonsson /  Mette Schjoldager: 15-11 / 15-9
- Kelly Morgan /  Joanne Muggeridge –  Heather Poole /  Charmaine Reid: 15-8 / 15-7
- Eline Coene /  Erica van den Heuvel –  Aiko Miyamura /  Akiko Miyamura: 10-15 / 15-4 / 15-12
- Ann Jørgensen /  Lotte Olsen –  Doris Piché /  Kara Solmundson: 15-1 / 15-0
- Chan Ya-lin /  Jeng Shwu-zen –  Hisako Mizui /  Yasuko Mizui: 17-15 / 15-4
- Gao Qian /  Zhang Jin –  Gillian Gowers /  Sarah Hardaker: 15-3 / 15-8
- Lisbet Stuer-Lauridsen /  Marlene Thomsen –  Chen Ying /  Peng Xinyong: 15-8 / 3-15 / 15-8
- Denyse Julien /  Anne Mette Bille –  Dorota Borek /  Katarzyna Krasowska: 15-11 / 15-5
- Tomomi Matsuo /  Masako Sakamoto –  Nichola Beck /  Joanne Davies: 15-4 / 15-7
- Kelly Morgan /  Joanne Muggeridge –  Tanja Berg /  Anne Søndergaard: 15-8 / 15-12
- Eline Coene /  Erica van den Heuvel –  Maria Bengtsson /  Margit Borg: 13-15 / 17-15 / 15-3
- Ann Jørgensen /  Lotte Olsen –  Elena Rybkina /  Marina Yakusheva: 15-8 / 15-10
- Rosalia Anastasia /  Deyana Lomban –  Chan Ya-lin /  Jeng Shwu-zen: 11-15 / 15-11 / 15-6
- Helene Kirkegaard /  Rikke Olsen –  Gao Qian /  Zhang Jin: 15-8 / 11-15 / 18-15
- Kelly Morgan /  Joanne Muggeridge –  Tomomi Matsuo /  Masako Sakamoto: 15-12 / 4-15 / 15-5
- Ann Jørgensen /  Lotte Olsen –  Eline Coene /  Erica van den Heuvel: 15-4 / 15-6
- Helene Kirkegaard /  Rikke Olsen –  Rosalia Anastasia /  Deyana Lomban: 15-3 / 15-4
- Lisbet Stuer-Lauridsen /  Marlene Thomsen –  Denyse Julien /  Anne Mette Bille: w.o.
- Lisbet Stuer-Lauridsen /  Marlene Thomsen –  Kelly Morgan /  Joanne Muggeridge: 15-2 / 15-8
- Helene Kirkegaard /  Rikke Olsen –  Ann Jørgensen /  Lotte Olsen: 15-12 / 10-15 / 15-9
- Lisbet Stuer-Lauridsen /  Marlene Thomsen –  Helene Kirkegaard /  Rikke Olsen: 15-11 / 15-11

### Mixed
- Sandiarto /  Rosalia Anastasia –  Jens Eriksen /  Helene Kirkegaard: 11-15 / 15-3 / 15-12
- Chen Xingdong /  Peng Xinyong –  Damian Pławecki /  Katarzyna Krasowska: 15-1 / 15-3
- Aryono Miranat /  Dede Hasanah –  Iain Sydie /  Doris Piché: 11-15 / 17-14 / 15-6
- Christian Jakobsen /  Lotte Olsen –  Janek Roos /  Charlotte Madsen: 15-9 / 15-10
- Michael Søgaard /  Rikke Olsen –  Nikolai Sujew /  Marina Yakusheva: 15-6 / 11-15 / 15-5
- Darryl Yung /  Denyse Julien –  Ian Pearson /  Joanne Davies: 17-16 / 15-8
- Ron Michels /  Erica van den Heuvel –  Norio Imai /  Masako Sakamoto: 15-7 / 15-11
- Thomas Stavngaard /  Ann Jørgensen –  Stephan Kuhl /  Nicol Pitro: 15-11 / 15-10
- Sandiarto /  Rosalia Anastasia –  Chris Hunt /  Gillian Gowers: 15-11 / 12-15 / 15-1
- Chen Xingdong /  Peng Xinyong –  Brent Olynyk /  Heather Poole: 18-14 / 15-7
- Tao Xiaoqiang /  Wang Xiaoyuan –  Aryono Miranat /  Dede Hasanah: 9-12 / 15-12 / 15-9
- Christian Jakobsen /  Lotte Olsen –  James Anderson /  Emma Constable: 15-4 / 15-7
- Michael Søgaard /  Rikke Olsen –  Jesper Larsen /  Maria Bengtsson: 15-1 / 15-1
- Flandy Limpele /  Rosalina Riseu –  Darryl Yung /  Denyse Julien: 15-8 / 15-6
- Ron Michels /  Erica van den Heuvel –  John Quinn /  Sarah Hardaker: 15-7 / 15-1
- Jan-Eric Antonsson /  Astrid Crabo –  Thomas Stavngaard /  Ann Jørgensen: 15-11 / 15-10
- Chen Xingdong /  Peng Xinyong –  Sandiarto /  Rosalia Anastasia: 15-8 / 15-9
- Tao Xiaoqiang /  Wang Xiaoyuan –  Christian Jakobsen /  Lotte Olsen: 11-15 / 15-8 / 15-11
- Flandy Limpele /  Rosalina Riseu –  Michael Søgaard /  Rikke Olsen: 17-14 / 15-6 / 17-14
- Jan-Eric Antonsson /  Astrid Crabo –  Ron Michels /  Erica van den Heuvel: 8-15 / 15-10 / 17-16
- Chen Xingdong /  Peng Xinyong –  Tao Xiaoqiang /  Wang Xiaoyuan: 13-15 / 15-11 / 15-12
- Flandy Limpele /  Rosalina Riseu –  Jan-Eric Antonsson /  Astrid Crabo: 11-15 / 15-8 / 15-3
- Chen Xingdong /  Peng Xinyong –  Flandy Limpele /  Rosalina Riseu: 3-15 / 15-10 / 15-12